# Рабов, Зигфрид
Зигфрид Рабов (нем. Siegfried Rabow; 31 марта 1848, Картхаузен, Восточная Пруссия (ныне Картузы, Польша) — 19 июня 1931, Фрайбург) — немецкий медик.
Учился в Берлине и Кёнигсберге, в 1872 г. получил степень доктора медицины. Работал ассистентом в Страсбурге у невролога Эрнста Виктора фон Лейдена, затем в 1875—1876 гг. стажировался в Гёттингенской психиатрической клинике у Людвига Майера. В дальнейшем работал в Лозаннском университете, с 1889 г. профессор психиатрии, с 1899 г. профессор фармакологии.
Автор учебника по фармакологии (нем. Handbuch der Arzneimittellehre; 1897, в соавторстве с Луи Бурже), пользовавшегося популярностью пособия «Лекарственные предписания для клиницистов и практикующих врачей» (нем. Arzneiverordnungen zum Gebrauche für Klinicisten und practische Aerzte; 1896). С 1887 г. соредактор (с Александром Ланггором и Оскаром Либрейхом) ежемесячного журнала «Therapeutische Monatshefte», издававшегося издательским домом Шпрингера и быстро завоевавшего профессиональное признание.